# Sabrine Trabelsi
Sabrine Trabelsi (ur. 26 sierpnia 1990) – tunezyjska zapaśniczka walcząca w stylu wolnym. Srebrna medalistka mistrzostw Afryki w 2009 i brązowa w 2010. Wygrała mistrzostwa arabskie w 2010 roku.
Mistrzyni Afryki juniorów w 2009 i druga w 2010 roku.